# Бен Вайлдмен-Тобрінер
Бен Вайлдмен-Тобрінер  (англ. Ben Wildman-Tobriner, 21 вересня 1984) — американський плавець, олімпієць.

## Виступи на Олімпіадах
| Олімпіада  | Дисципліна                           | Місце                 |
| ---------- | ------------------------------------ | --------------------- |
| Пекін 2008 | плавання на 50 метрів вільним стилем | 5                     |
| Пекін 2008 | естафета 4 × 100 вільним стилем      | 1 (попередні запливи) |